# Campeonato Africano de Atletismo de 2014 - 3000 m com obstáculos masculino
A prova dos 3000 metros com obstáculos masculino do Campeonato Africano de Atletismo de 2014 foi disputada no dia 12 de agosto de 2014 no Estádio de Marrakech  em Marrakech, no Marrocos. Participaram da prova 13 atletas. 

## Recordes
Antes desta competição, os recordes mundiais e do campeonato nesta prova eram os seguintes:
|                       | Nome                | Nacionalidade | Tempo     | Local    | Data                  |
| --------------------- | ------------------- | ------------- | --------- | -------- | --------------------- |
| Recorde mundial       | Saif Saaeed Shaheen | Catar         | 7m 53s 63 | Bruxelas | 3 de setembro de 2004 |
| Recorde do campeonato | Paul Kipsiele Koech | Quênia        | 8m 11s 03 | Bambous  | 11 de agosto de 2006  |
| Recorde africano      | Brimin Kipruto      | Quênia        | 7m 53s 64 | Mônaco   | 22 de julho de 2011   |

## Medalhistas
| Ouro                         | Prata                | Bronze               |
| Jairus Kipchoge Birech (KEN) | Jonathan Ndiku (KEN) | Ezekiel Kemboi (KEN) |

## Cronograma
Todos os horários são locais (UTC+1).
| Data         | Hora  | Evento |
| ------------ | ----- | ------ |
| 12 de agosto | 19:40 | Final  |

## Resultado final
| Posição           | Atleta                 | Nacionalidade      | Tempo    | Notas |
| ----------------- | ---------------------- | ------------------ | -------- | ----- |
| Medalha de ouro   | Jairus Kipchoge Birech | Quênia             | 8:34.79  |       |
| Medalha de prata  | Jonathan Ndiku         | Quênia             | 8:37.67  |       |
| Medalha de bronze | Ezekiel Kemboi         | Quênia             | 8:39.30  |       |
| 4                 | Chala Beyo             | Etiópia            | 8:40.02  |       |
| 5                 | Amor Ben Yahia         | Tunísia            | 8:44.61  |       |
| 6                 | Hamid Ezzine           | Marrocos           | 8:46.90  |       |
| 7                 | Tafese Seboka          | Etiópia            | 8:46.90  |       |
| 8                 | Abraham Habte          | Eritreia           | 8:50.37  |       |
| 9                 | Jaouad Chemlal         | Marrocos           | 8:52.50  |       |
| 10                | Soufiane Elbakkali     | Marrocos           | 8:59.66  |       |
| 11                | Nesredin Dette         | Etiópia            | 9:11.70  |       |
| 12                | Gaylord Silly          | Seicheles          | 9:24.65  |       |
| 13                | Hermann Moussiessie    | República do Congo | 10:17.35 |       |

Legenda
| Recorde mundial       | Recorde mundial (World record)               |                       | Recorde africano                      | Recorde africano (African) |                                           | Q | Classificado por posição (Qualified) |
| Recorde do campeonato | Recorde do campeonato (Championship record)  | Recorde da América    | Recorde da América (Americas)         | q                          | Classificado por melhor tempo (Qualified) |   |                                      |
| Melhor marca do ano   | Melhor marca do ano (World leading)          | Recorde asiático      | Recorde asiático (Asian)              | DNS                        | Não largou (Did not start)                |   |                                      |
| Recorde nacional      | Recorde nacional (National record)           | Recorde europeu       | Recorde europeu (European)            | DNF                        | Não terminou (Did not finish)             |   |                                      |
| Recorde pessoal       | Recorde pessoal do atleta (Personal best)    | Recorde da Oceania    | Recorde da Oceania (Oceania)          | DSQ / DQ                   | Desclassificado (Disqualified)            |   |                                      |
| Recorde da temporada  | Recorde da temporada do atleta (Season best) | Recorde sul-americano | Recorde sul-americano (South America) | NM                         | Sem marca (No mark)                       |   |                                      |